# Smartcard-Receiver-Verheiratung
Unter Smartcard-Receiver-Verheiratung (engl. Pairing für Paarung) versteht man im Bereich des Pay-TV, die feste Zuordnung von einer bestimmten Smartcard zu einem bestimmten Empfangsgerät (Receiver).
Nach der »Verheiratung« können die mit der Smartcard freischaltbaren Programme nur noch in Kombination mit dem jeweiligen Receiver empfangen werden, und eine Benutzung der Smartcard mit weiteren Receivern ist nicht mehr möglich.
Diese Methode wird unter anderem vom deutschen Bezahlfernsehsender Sky bei den Abonnenten im Hotelgewerbe angewendet, um einen Diebstahl der Karten durch die Hotelgäste oder Personal zu verhindern.